# Joan II Ferrandis d'Híxar i de Cabrera

Escut de la família d'Híxar.

Joan II Ferrandis d'Híxar i de Cabrera (l'Aragó, vers 1419 - ?, 1487), 1r duc d'Híxar, de Lécera, duc d'Aliaga i comte de Castellot.

## Antecedents familiars
Fill del baró d'Híxar Joan I Ferrandis d'Híxar i de Centelles i de la seva segona muller Timbor de Cabrera, filla d'en Bernat IV de Cabrera.

## Núpcies i descendents
Es casà amb na Catalina de Beaumont i de Navarra, filla de Carles de Beaumont, conestable del Regne de Navarra. Tingueren almenys un fill:
- Lluís I Ferrandis d'Híxar i Beaumont, 2n duc d'Híxar i de Lécera, 1r comte de Belchite.
- Guiomar Ferrandis d'Híxar i Beaumont.

## Biografia
Fill de Joan Fernándis d'Híxar i Centelles Buscar i de Timbor de Cabrera. Per herència fou el sèptim senyor d'Híxar, així com de Lécera. Es casà amb Caterina de Beaumont, filla del Conestable de Navarra, amb la que tingué sis fills. Durant el regnat de Joan II d'Aragó fou camarlenc del rei.
L'any 1435 assistí a les Corts de Monsó. Durant els conflictes entre Juan II i el seu fill Carles de Viana prengué partit pel príncep i conquerir en el seu nom Aliaga, Castellot i Alcañiz mentre ocupava Lécera. Però posteriorment Ferrandis canviar de banda i el rei el recompensar amb el Comtat de Aliaga i el Senyoriu de Castellot.
A la mort del rei l'Orde de Sant Joan de Jerusalem reclamà dites terres i obtingué la sentència favorable. Ferrandis reclamà a la corona una compensació pels serveis prestats i fou elevat a duc d'Híxar pels Reis Catòlics el 16 d'abril de 1483 i a duc d'Aliaga el 10 d'octubre de 1487.